# Warka (Bier)

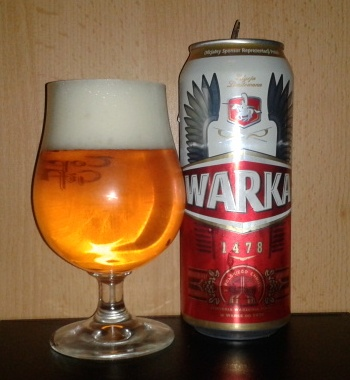
Warka Jasne Pełne

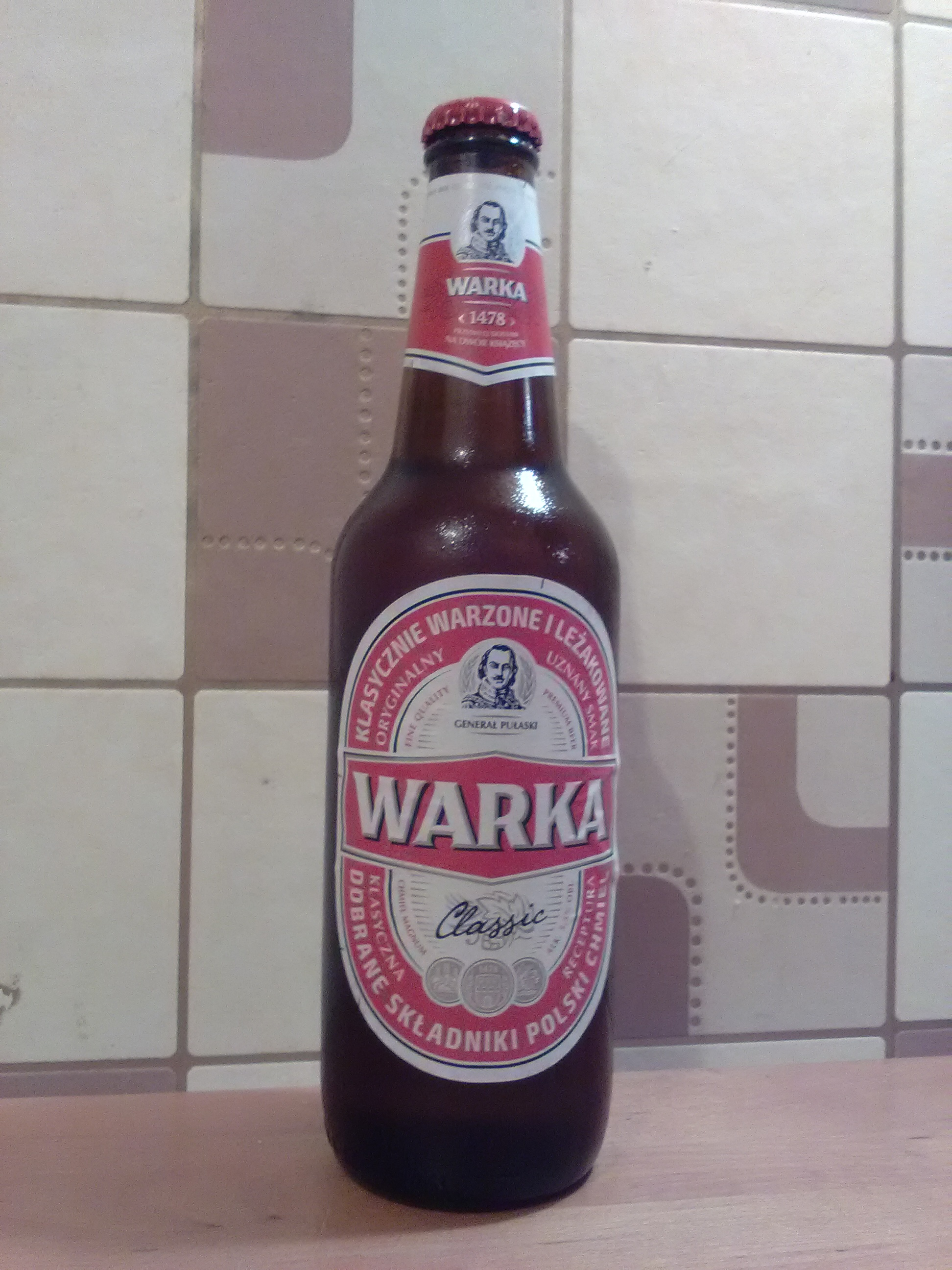
Warka Classic

Warka ist ein helles, klares Bier aus Polen mit einem Alkoholgehalt von 5,2 % Vol. Es wird in den Brauereien in Warka und Żywiec hergestellt. Die Marke ist landesweit bekannt und hat verschiedene Auszeichnungen gewonnen. Das Logo der Marke ist ein polnischer Flügelhusar.
Die Tradition des Bierbrauens in Warka stammt aus dem 15. Jahrhundert. Damals gab es bis zu 30 Brauereien in der Gegend.
Marke und Brauereien gehören heute zur polnischen Grupa Żywiec, einer Tochtergesellschaft des niederländischen Heineken-Konzerns.